# Grandmaster Flash
Grandmaster Flash (født Joseph Saddler: 1. januar 1958 i Bridgetown, Barbados) er hiphopmusiker og dj.
Han var med i gruppen Grandmaster Flash and the Furious Five, med hvem han indspillede det kendte nummer The Message. Han anses som en af pionererne indenfor hiphop.